# Gaudapada
 (octobre 2024).
Gauḍapāda est un maître hindou de la tradition de l'Advaita Vedānta, probablement au VIe ou VIIe siècle, d'expression sanskrite. On pense qu'il était originaire du nord du Bengale. Il eut pour disciple Govinda Bhagavatpada.

## Place de Gauḍapāda dans la philosophie indienne
À l'instar de celui que l'on[Qui ?] se plaît à désigner comme son « petit-fils » spirituel, Ādi Śaṅkarācārya, il fut un grand métaphysicien, défenseur de la doctrine de la non-dualité. La présence très forte à son époque du bouddhisme en Inde a engagé certains exégètes à vouloir à tout prix trouver chez lui des influences bouddhistes. Mais la doctrine exposée par Gauḍapāda, notamment dans les commentaires de la Māṇḍūkya Upaniṣad, est purement orthodoxe. On pense qu'il fut le guru de Govinda, lui-même maître de Śaṅkara.

## Māṇḍūkya Kārikā
Gauḍapāda est l'auteur de la Māṇḍūkya Kārikā, une œuvre constituée de commentaires relatifs à la Māṇḍūkya Upaniṣad — qui est l'une des plus courtes des douze upaniṣad majeures faisant partie de la Śruti Cette upanishad est rattachée à la partie du Veda appelée Atharvaveda et se compose de douze versets en prose. Les commentaires Gauḍapāda font ressortir les significations subtiles de cette Upaniṣad.
La Māṇḍūkya Kārikā est divisée en quatre chapitres. Dans le premier, intitulé Āgama Prakaraṇa (« la tradition scripturaire »), Gauḍapāda explique le texte de la Māṇḍūkya Kārikā et montre que l'Advaita est soutenu par la Śruti et la raison. Le deuxième chapitre, Vaitathya Prakaraṇa (« l'irréalité ») est avant tout un commentaire rationnel cherchant à prouver l'irréalité du monde phénoménal qui se caractérise par la dualité et l'opposition. Celle-ci cesse lorsque la non-dualité est atteinte. De peur que par un processus similaire sur la nature de la réalité elle-même les arguments du second chapitre se réduisent à néant, la troisième partie, intitulée Advaita Prakaraṇa (« la non-dualité ») insiste sur la non-dualité. Le quatrième chapitre, Alatasanti Prakaraṇa (« le brandon s'immobilise »), de style dialectique, explique la relativité de notre expérience phénoménale et établit l'Ātman comme la seule réalité qui sous-tend l'existence phénoménale.

## Sāṃkhya Kārikā Bhāṣya
Henry Thomas Colebrooke (1765-1837) attribue à Gauḍapāda le Sāṃkhya Kārikā Bhāṣya. Dans ce texte chaque kārikā est commentée par Gauḍapāda.

## Gauḍapāda et le bouddhisme
La présence très forte en Inde, à son époque, du bouddhisme a engagé certains exégètes modernes comme Surendranath Dasgupta, Louis de La Vallée-Poussin et Vidushekhara Bhattacharya à vouloir  trouver chez lui des influences bouddhistes, notamment dans certaines doctrines « négativistes » rapprochées du Madhyamaka de Nagarjuna. Comme il s'agit du premier grand commentateur du védanta, après des siècles de domination bouddhiste, deux interprétations s'opposent : certains le considèrent comme le premier maître participant à la restauration de l'hindouisme, le fondateur de l'Advaita Vedānta. D'autres y voient une perspective crypto-bouddhiste, comme ayant incorporé et acclimaté au contexte hindou tout ce qui, dans le bouddhisme, pouvait l'être. Cependant, ses commentaires sur la Māṇḍūkya Upaniṣad  sont considérés comme classiques et de ce fait, il est perçu traditionnellement comme un pur orthodoxe.

## Œuvres
- Āgamaśāstra (Māṇḍūkya Kārikā)
- Uttara-Gita
- Alātaśānti

#### Traductions
- (en) + (sa) Vidhushekhara Bhattacharya (Ed., trans., and annotated by V. B.), The Āgamaśāstra of Gauḍapāda, Delhi, Motilal Banarsidass Publ., 1989, cxlvi + 308 p.  (ISBN 978-8-120-80652-8)
- Pierre Feuga (trad. du sanskrit et commenté par P. F.), Māṇḍūkya-Upaniṣad et Kārikā de Gauḍapāda, Paris, Accarias L'Originel, 2004, 253 p. (ISBN 978-2863-16106-7)
- Minati KAR (Ed. and translation), Uttara-Gita, Calcutta, The Ramakrishna Mission Institute of Culture, 2007, 88 p.  (ISBN 978-8-187-33253-4)
- (en) Douglas A. Fox (translation and introduction) Dispelling illusion: Gauḍapāda's Alātaśānti, New York, State University of New York Press, 1993, 164 p.  (ISBN 978-0-791-41501-6)

#### Études
- (en) Devanathan Jagannathan, « Gaudapada (c. 500 C.E.) », sur Internet Encyclopedia of Philosophy (ISSN 2161-0002, consulté le 11 octobre 2024)